# Záchytka

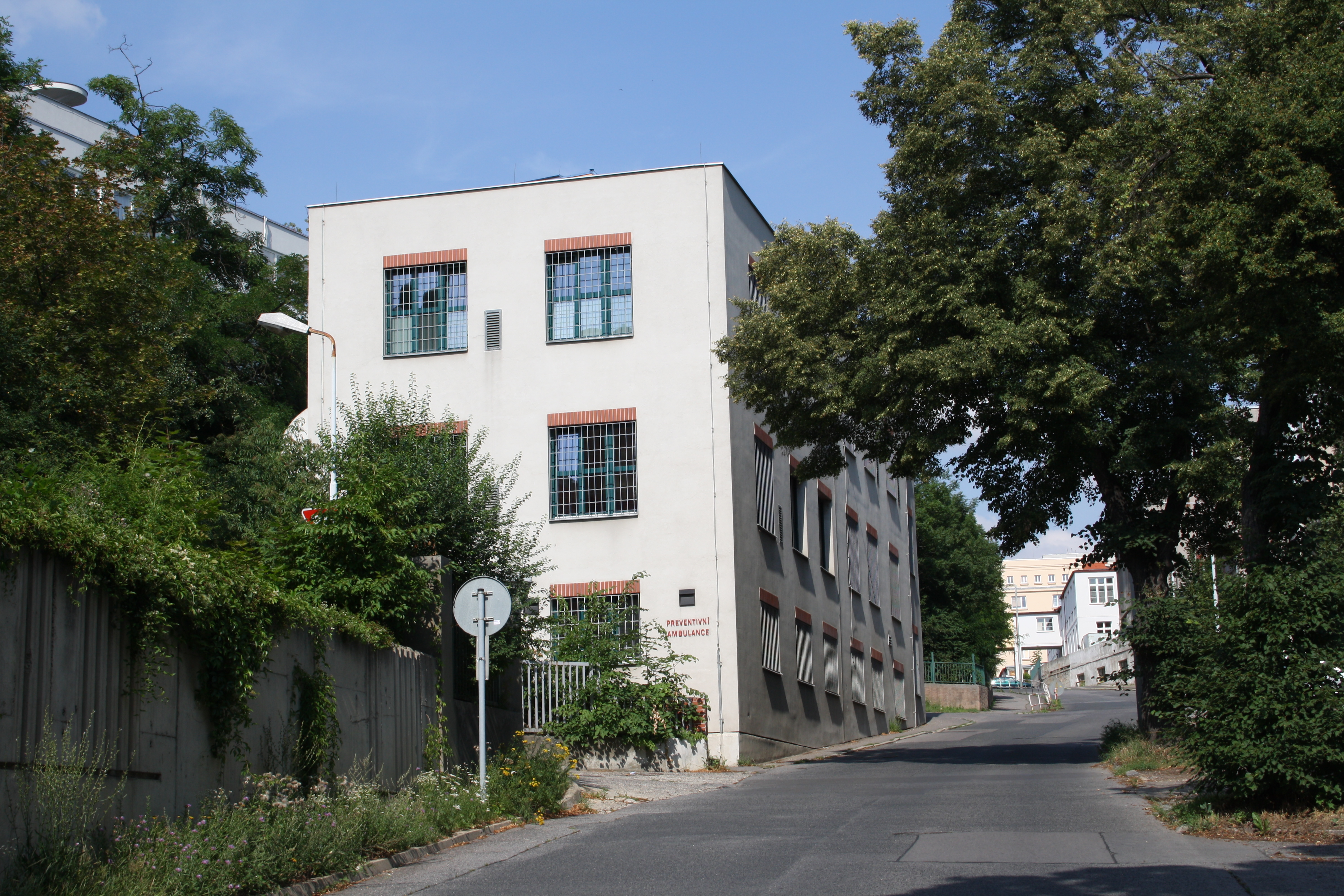
Budova pražské záchytky v ulici Bulovka

Protialkoholní záchytná stanice, zkratkou PZS, slangově záchytka či alkoholka je zdravotnické zařízení sloužící k nedobrovolnému přenocování opilých lidí, kteří pro svou opilost bezprostředně ohrožují sebe nebo jiné osoby, veřejný pořádek nebo majetek, nebo jsou ve stavu budícím veřejné pohoršení.

## Historie
První záchytka byla podle historiků otevřena v ruském městě Tula v roce 1902 a v následujících letech záchytky vznikaly i v dalších ruských městech. 
První československá záchytka byla otevřena v Praze u Apolináře 15. května 1951. Prvním jejím klientem se stal 18. května 1951 ruský námořní inženýr. Zakladatelem první záchytky byl český bojovník proti alkoholismu Jaroslav Skála. Jelikož se záchytka ve svém tříměsíčním zkušebním provozu osvědčila, začala se postupně podobná zařízení šířit nejen po celé republice, ale i v zahraničí (např. záchytka v americkém St. Louis má zmínku o první pražské záchytce i ve své zakládací listině).
Za prvních 30 let své existence ošetřila pražská záchytka 180 000 lidí, v celé republice jich byl do roku 1981 ošetřen milion,[zdroj?] od r. 1989 do 2014 cca půl milionu[zdroj?]. Touto dobou už v Československu fungovalo 63 záchytek.

## Současnost
K 1. lednu 2006 bylo v České republice podle údajů Ministerstva zdravotnictví v provozu 16 záchytek, přičemž nejvíce jich je v Moravskoslezském kraji, rovných pět. Provozovatelem protialkoholních záchytných stanic jsou ze zákona kraje.

## Zákonný rámec fungování PZS
Činnost PZS upravuje Zákon č. 373/2011 Sb., o specifických zdravotních službách (§ 89a - § 89e).

## Péče na PZS

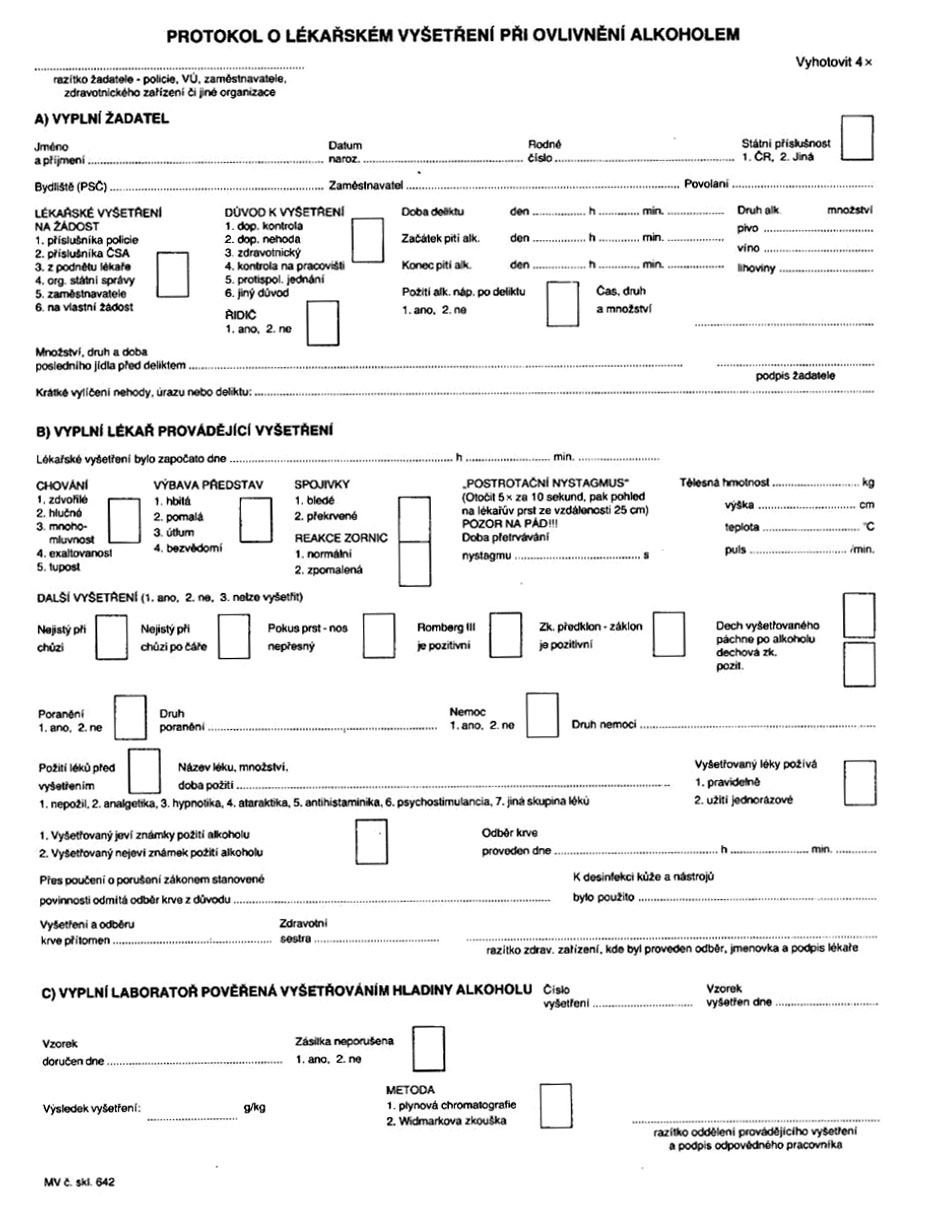
Protokol o lékařském vyšetření při ovlivnění (expozici) alkoholem

PZS zajistí svým klientům bezpečné vystřízlivění pod dozorem lékaře. Tato služba není hrazena ze systému veřejného pojištění (kromě zdravotních výkonů) a klienti si platí pobyt ze svého. Ceny za noc na PZS se výrazně liší podle toho, jak a kde si zřizovatel nasmlouval tuto službu (např. na PZS Opava provozované Záchrannou službou Moravskoslezského kraje noc přijde cca na 600 Kč, zatímco na PZS Kroměříž v režii Kroměřížské nemocnice zaplatil klient v roce 2008 za noc 750 Kč, od roku 2015 již 850 Kč  a nejdražší tedy je PZS na Městské poliklinice Plzeň za 4300 Kč ).
Velmi často také slouží PZS jako odběrové místo vzorků krve a moče pro účely dalšího toxikologického vyšetření. Policisty jsou za tímto účelem přiváženi řidiči a lidé podezřelí z trestné činnosti pod vlivem alkoholu či jiné psychoaktivní látky. Tito klienti jsou vyšetřeni lékařem, výsledek je zaznamenán do protokolu o lékařském vyšetření při ovlivnění alkoholem. Vlastní odběr krve či dechovou zkoušku může zachycená osoba odmítnout.